# Dennis DuVal
Dennis DuVal (Westbury, 31 marzo 1952) è un ex cestista statunitense, professionista nella NBA.

## Carriera
Venne selezionato dai Washington Bullets al secondo giro del Draft NBA 1974 (30ª scelta assoluta).

## Palmarès
- NCAA AP All-America Third Team (1974)